# Cycle de carbone du pergélisol

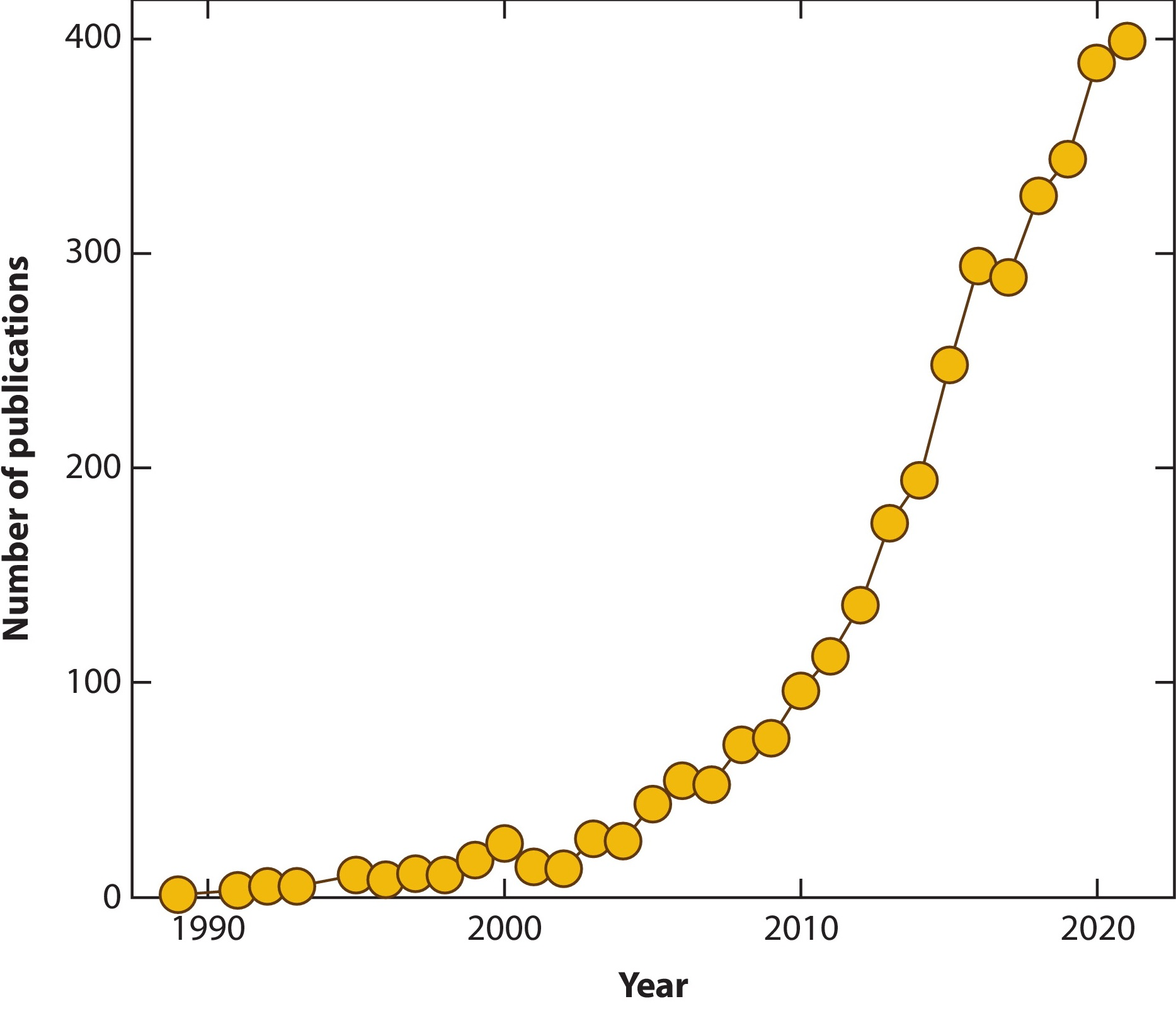
évolution du nombre de publications scientifiques concernant le permafrost

Le cycle du carbone dans le pergélisol s'inscrit dans le cycle du carbone global. Le pergélisol est défini comme la partie d'un sol qui reste au-dessous de 0 °C pendant au moins deux années consécutives. Comme ces sols restent gelés pendant de longues périodes, ils conservent de grandes quantités de carbone sous forme minérale ou de matière organique tout au long de cette période. Le pergélisol représente un réservoir important de carbone terrestre longtemps dans les bilans globaux. Mais des études scientifiques récentes ou en cours corrigent ce point de vue.
Le cycle du carbone du pergélisol (ou cycle du carbone arctique) concerne les transferts du carbone du pergélisol à la végétation terrestre et aux microbes, à l'atmosphère, puis en retour à la végétation et enfin aux sols du pergélisol par enfouissement et sédimentation dus aux processus cryogéniques. Une partie de ce carbone est transférée dans les océans ou dans d’autres parties du globe dans le cadre du cycle global du carbone. Le cycle comprend l'échange de dioxyde de carbone et de méthane entre les composants terrestres et l'atmosphère, ainsi que le transfert de carbone entre la terre et l'eau sous forme de méthane, de carbone organique dissous, de carbone inorganique dissous, de carbone inorganique particulaire et de carbone organique particulaire.

## Stockage
Les sols, en général, sont les plus grands réservoirs de carbone dans les écosystèmes terrestres. Cela est également vrai pour les sols de l'Arctique sur lesquels repose le pergélisol. La détermination des stocks de carbone dans les cryosols, c'est-à-dire les sols contenant du pergélisol à moins de deux mètres de la surface du sol, a été effectuée à l'aide de la base de données sur les sols des latitudes nord et moyenne. Les sols affectés par le pergélisol couvrent près de 9 % de la superficie terrestre du globe, mais stockent entre 25 et 50 % du carbone organique du sol. Ces estimations montrent que les sols de pergélisol constituent un important réservoir de carbone. Non seulement ces sols contiennent de grandes quantités de carbone, mais ils en séquestrent également par cryoturbation et des processus cryogéniques,.

### Estimations actuelles
La quantité de carbone stockée dans les sols de pergélisol est mal comprise. Les activités de recherche actuelles visent à mieux comprendre la teneur en carbone des sols dans la colonne de sol. Des études récentes (2009) estiment que la teneur en carbone du sol dans le pergélisol circumpolaire nord équivaut à environ 1 672 Pg (1 Pg = 1 Gt = 1015 g). Cette estimation de la quantité de carbone stockée dans les sols de pergélisol est plus du double de la quantité actuellement dans l'atmosphère. Cette évaluation la plus récente de la teneur en carbone des sols de pergélisol divise la colonne de sol en trois horizons : 0–30 cm, 0–100 cm et 0–300 cm. L'horizon le plus élevé, 0–30 cm, contient environ 191 Pg de carbone organique. L'horizon 0–100 cm contient environ 496 Pg de carbone organique et l'horizon 0–300 cm contient environ 1024 Pg de carbone organique. Ces estimations ont plus que doublé les réservoirs de carbone connus auparavant dans les sols de pergélisol,,. Des stocks de carbone supplémentaires existent dans le yédome (407 Pg), les gisements de loess riches en carbone présents en Sibérie et dans les régions isolées de l’Amérique du Nord et les gisements deltaïques (241 Pg) dans l’ensemble de l’Arctique. Ces dépôts sont généralement plus profonds que les 3 m étudiés dans les études traditionnelles. De nombreuses préoccupations sont soulevées en raison de la grande quantité de carbone stockée dans les sols de pergélisol. Jusqu'à récemment, la quantité de carbone présente dans le pergélisol n'était pas prise en compte dans les modèles climatiques et les bilans globaux de carbone,. La décongélation du pergélisol pourrait libérer dans l'atmosphère de grandes quantités de carbone stocké depuis longtemps dans le pergélisol.

### Traduction
- (en) Cet article est partiellement ou en totalité issu de l’article de Wikipédia en anglais intitulé « Permafrost carbon cycle » (voir la liste des auteurs).